# 斯托比希夫卡
51°22′8″N 24°58′59″E / 51.36889°N 24.98306°E
斯托比希夫卡（烏克蘭語：Стобихівка），是烏克蘭西北部的村莊，隸屬沃倫州的卡明-卡希爾斯基區。該村面積3.34平方公里，海拔高度161米，2001年人口908，人口密度每平方公里272.26人。